# Black Knight (Marvel)
The Black Knight is de naam van verscheidene personages binnen Marvel Comics. Het eerste personage dat deze naam droeg, werd bedacht door Stan Lee en Joe Maneely, voor Marvel Comics in 1955. "The Black Knight" of "De Zwarte Ridder" was de paladijn die door Merlijn de Tovenaar werd aangeduid om de Ronde Tafel te verdedigen, tegen de machten der duisternis, met op kop Morgane Le Fay en Mordred. Om zijn taak te kunnen uitvoeren kreeg deze, van Merlijn, het magische zwaard "The Ebony Blade" (Het zwaard werd ook even gebruikt door een andere superheld: Valkyrie).

## Personageschets
De eerste die deze titel droeg was de jonge Percy of Scandia, die eerder bekendstond als een "lafaard". Daar hij steeds een helm droeg, kwam Mordred nooit achter zijn identiteit. Het was echter Mordred die Percival (als The Black Knight) in een hinderlaag lokte en lafhartig neerstak in de rug. Percy wist echter met zijn laatste krachten zijn zwaard in een rots te planten, voor Mordred dit kon bemachtigen. 
Het zwaard bleef eeuwen in de rots steken tot een 20ste-eeuwse afstammeling van Percy, Nathan Garrett trachtte het zwaard uit de rots te trekken. Daar hij geen zuiver geweten had, kon hij het zwaard niet trekken. Dit hield hem niet tegen om zichzelf om te dopen tot de 2de "Black Knight" en een bestaan als schurk te beginnen. Zijn "loopbaan" zou niet lang duren, want hij werd verslagen door "Iron Man". 
Dodelijk gewond riep Nathan zijn neef Dane Whitman bij zich en bracht hem op de hoogte van de familiegeschiedenis. Dane op zijn beurt nam de mantel van "The Black Knight" over van zijn oom. Hij werd echter, door "Iron Man" verkeerdelijk aanzien voor deze laatste. Teleurgesteld trok Dane zich terug naar zijn families landgoed in Engeland. Hier vond hij, op zijn beurt, het zwaard van zijn voorvader. De geest van deze laatste verscheen voor hem en duidde hem aan als diens wettige opvolger. Dane zou later nog deel uitmaken van "The Avengers", vooraleer hij door magie een reis door de tijd maakte en "gereïncarneerd" werd als zijn voorvader Eobar Garrington die tijdens de 3de Kruistocht naast Richard I, the Lionheart streed.